# Дисоціативні речовини
Дисоціативні речовини — психоактивні речовини, що порушують сприйняття зовнішнього світу і призводять до порушення нормальної роботи свідомості. Характерним прикладом є фенциклідин (PCP, "янгольский пил") і кетамін, які первинно було розроблено як анестетики загального застосування в хірургії. Дисоціативи викривляють характер сприйняття звукових і зорових образів, викликаючи відчуття відчуженості-дисоціативності — від довколишнього світу і від самого себе. Ці ефекти, що впливають на мислення, не є в прямому сенсі галюцинаціями. Фенциклідин і кетамін відомі під точнішою назвою "дисоціативні анестетики". Декстрометорфан — препарат, який широко застосовують для лікування кашлю — при вживанні у великих дозах може викликати ефекти, схожі на дію фенциклідина та кетаміна завдяки стимуляції σ-рецепторів.
Дисоціативні речовини діють через видозмінення розподілення нейромедіатора глутамату в мозку. Глутамат забезпечує сприйняття болю, реакцію на довколишню реальність і пам'ять.